# 亞納烏爾庫山 (坎奇斯省)
13°53′49″S 71°7′50″W / 13.89694°S 71.13056°W
亞納奧爾霍山（Yana Orjo），是秘魯的山峰，位於該國南部庫斯科大區，屬於安第斯山脈中瓊塔山脈的一部分，處於西維納科查湖以西和孔多爾圖科山西南面，海拔高度約5,100米。